# جورجي ديميتروف ديميتروف
جورجي ديميتروف ديميتروف (بالبلغارية: Георги Димитров)‏ هو عالم اجتماع بلغاري، ولد في 13 أبريل 1958 في صوفيا في بلغاريا.